# Parafia Świętej Trójcy w Kołbieli
Parafia Świętej Trójcy w Kołbieli – parafia rzymskokatolicka należąca do dekanatu mińskiego – św. Antoniego z Padwy, diecezji warszawsko-praskiej, metropolii warszawskiej Kościoła katolickiego. Erygowana w 1422 przez biskupa poznańskiego Andrzeja Łaskarza z Gosławic. Mieści się przy ulicy Kościuszki. Prowadzą ją księża diecezjalni.

## Kościół parafialny
Obecny kościół parafialny, murowany, w stylu neogotyckim, kryty blachą miedzianą, był budowany w latach 1895-1901 według projektu Józefa Piusa Dziekońskiego, staraniem proboszcza ks. Jana Wasilewskiego. Konsekracji świątyni w 1903 roku dokonał biskup Kazimierz Ruszkiewicz, sufragan warszawski.

## Obszar parafii
W granicach parafii znajdują się miejscowości: 

- Antoninek,
- Bocian,
- Borków,
- Chrosna,
- Chrząszczówka,
- Człekówka,
- Dłużew,
- Gadka,
- Głupianka,
- Gózd,
- Karpiska,
- Kąty,
- Kołbiel,
- Kośminy,
- Lubice,
- Majdan,
- Nowa Wieś,
- Podgórzno,
- Radachówka,
- Rudno,
- Skorupy,
- Sufczyn,
- Sępochów,
- Stara Wieś Druga,
- Władzin,
- Wola Sufczyńska.